# Манускрипт (альбом)
«Манускрипт» — восьмой студийный альбом российской фолк-рок группы «Мельница», выпущенный 12 марта 2021 года. Основной темой альбома стала романтика Ближнего Востока и Европы высокого средневековья.
Критиками было отмечено высокое качество звучания материала, его сведения и эволюция этого самого звучания. Обложка альбома и буклет также получили хвалебные отзывы: сама обложка представляет собой изображение музыкантов в образе животных, а разворот каждой композиции сопровождается собственным артом, похожим на мини-обложку.

## Об альбоме
Запись альбома проходила в течение 2020 года. К этому моменту у гитариста группы Сергея Вишнякова уже были наброски многих песен. Первым полноценным треком стала «Апельсиновая баллада» — её звучание и настроение во многом задало тон всему альбому.

«У меня был довольно долгий период, когда нужно было „отжениться“ от эстетики и образов галактики Альхимейра и планеты Люцифераза, поэтому я не спешила с написанием новых текстов, дала себе возможность поискать новые источники вдохновения. Вышло удачно, что в это время я оказалась на Ближнем Востоке и получила возможность качать энергию непосредственно из Леванта, знакомиться с новыми духами мест и вообще всячески экспериментировать».
— Хелависа
В марте в привычное течение дел в группе вмешался локдаун из-за COVID-19, в результате чего были отменены многие концерты и работа над альбомом ускорилась.

«Если бы не карантин, например, не получилось бы песни „Хамсин“ — одной из самых главных и самых позитивных в альбоме. И, наверное, „Сонет“ остался бы только тенью на стене пещеры моего сердца».
— Хелависа
В августе 2020 года музыканты группы наконец смогли встретиться на студии и всего за 8 дней записали альбом (не считая вошедшего в релиз сингла «Тёмные Земли»). Помимо основных инструменталистов группы, в записи также принял участие струнный квартет и фортепиано, на котором для записи сыграла Хелависа, а некоторые песни записаны в неожиданно быстрых для «Мельницы» темпах. В текстах песен имеется сквозное движение образов и сюжетов, новые персонажи, в том числе и новая романтическая пара (после Тристана и Изольды из «Альхимейры»).

«В «Манускрипт» я заложила очень четкую кольцевую структуру. Я начинаю альбом с песни «Апельсиновая джига» — про трех сестер, которым никто не поднес воды и которые нам известны из пьесы Карло Гоцци «Любовь к трем апельсинам» и из оперы Прокофьева. Завершает альбом сонет о воине Александра Македонского с достаточно позитивным рефреном — «иди сюда, я дам тебе воды». То есть в данном случае вода как символ — это формообразующая штука, жизнеобразующая вещь. Лично для меня «Манускрипт» состоит из такой воды жизни».
— Хелависа
По степени визуализации «Манускрипт» также стал шагом вперед для «Мельницы»: помимо отдельных обложек в буклете, он также получил визуальные ряды в виде комиксов, которые будут использоваться во время концертов в поддержку альбома и как промо-материалы. 12 февраля 2021 года был выпущен анимированный видеоклип на песню «Хамсин», где звери также стали главными героями, а рисовка перекликается с оформлением буклета.

## Участники записи
- Наталья О’Шей — вокал, кельтская арфа, фортепиано
- Сергей Вишняков — гитары, электроника, бэк-вокал
- Алексей Кожанов — бас-гитара
- Дмитрий Фролов — барабаны
- Дмитрий Каргин — флейта, тин-вистл, лоу-вистл
- Борис Истомин — режиссер записи, сведения и мастеринга

Струнный квартет «Main Strings»:
- Асия Абдрахманова — скрипка
- Валерия Капко — скрипка
- Антонина Попрас — альт
- Анна Зарубина — виолончель

Альбом записан на студиях «Мосфильм» и «Vintage Records».

## Список композиций
| №  | Песня                | Время | Музыка                    | Текст                  |
| -- | -------------------- | ----- | ------------------------- | ---------------------- |
| 1  | Intro                | 1:45  | Хелависа, Сергей Вишняков | Хелависа               |
| 2  | Апельсиновая джига   | 3:49  | Хелависа, Сергей Вишняков | Хелависа               |
| 3  | Апельсиновая баллада | 4:29  | Хелависа, Сергей Вишняков | Хелависа               |
| 4  | Рукописи             | 5:01  | Хелависа, Сергей Вишняков | Хелависа               |
| 5  | Филидель             | 2:50  | Сергей Вишняков           | Хелависа               |
| 6  | Мне нужен снег       | 4:40  | Хелависа                  | Хелависа, Ольга Лишина |
| 7  | Грифон               | 3:13  | Хелависа                  | Хелависа, Ольга Лишина |
| 8  | Хамсин               | 3:56  | Хелависа                  | Хелависа               |
| 9  | Джинн                | 3:53  | Хелависа, Сергей Вишняков | Хелависа               |
| 10 | Сонет                | 2:05  | Сергей Вишняков           | Хелависа               |
| 11 | Тёмные земли         | 4:13  | Хелависа, Сергей Вишняков | Хелависа               |
|    |                      | 39:54 |                           |                        |